# Elisabeth Scholtz
Elisabeth Scholtz (vor 1894 – nach 1902) war eine Theaterschauspielerin.

## Leben
Scholtz betrat 1894 in Görlitz die Bühne, kam 1895 nach Krefeld, 1896 nach Halle, wirkte hierauf zwei Jahre am Stadttheater Hannover, von 1899 bis 1900 am Hoftheater in Darmstadt und trat 1901 in den Verband des Schillertheaters.
Scholtz vertrat das Fach der Anstandsdamen und wusste, unterstützt von ihrer schönen Erscheinung, guter Deklamation, verständigem Vortrag und wirkungsvoller Charakteristik vornehmlich in der Klassik dankenswertes zu leisten.